# Louise Hires a Contract Killer
Louise Hires a Contract Killer (Originaltitel: Louise-Michel) ist eine französische  Filmkomödie aus dem Jahr 2008 von Gustave Kervern und Benoît Delépine mit Yolande Moreau in der Titelrolle.

## Handlung
Eine Textilfabrik in der Picardie wird von der Firmenleitung für die Arbeiterinnen überraschend stillgelegt. Als sie morgens zur Arbeit erscheinen, sind die Maschinen abgebaut, die Chefs sind über alle Berge. Die Arbeiterinnen beschließen, das Geld aus ihrer lächerlichen Abfindung zusammenzulegen und damit einen Auftragsmörder zu engagieren, um den ehemaligen Chef umzubringen. Louise verspricht, einen Profikiller zu kontaktieren, und gerät dabei an den Wachmann eines Wohnwagencampingplatzes Michel, der aber nur ein Waffennarr ist. Aus dieser Konstellation entwickelt sich ein todbringendes Roadmovie quer durch Europa, in dessen Verlauf die Untaten des kapitalistischen Chefs auf makabre Weise gerächt werden.

## Kritiken
„‚Louise Hires a Contract Killer‘ ist eine bitterböse Komödie der französischen Satiriker Gustave Kervern und Benoit Delépine. Der Humor des Films ist knochentrocken und ganz auf die spröde Hauptdarstellerin Yolande Moreau zugeschnitten. Wer makabre Scherze abseits des guten Geschmacks und der politischen Korrektheit mag, ist hier gut aufgehoben. Fazit: Gnadenlos bösartige Underdog-Groteske, die den trockenen Stummfilmhumor eines Buster Keaton mit dem Stil der Coen Brothers verbindet.“

„‚Louise Michel‘ ist eine herrlich schwarzhumorige, bitterböse, politisch bis zum Erbrechen unkorrekte Komödie mit hoher Lachgarantie, die ganz sicher nicht für jeden Zuschauer geeignet ist. […] Wer sich aber schon bei ‚Aaltra‘ amüsiert hat oder einer düsteren Humorfärbung nicht abgeneigt ist, wird bei dieser Anarcho-Komödie bestimmt auf seine Kosten kommen – und das auch noch bis nach dem Abspann, den man sich unbedingt bis zum bitteren Ende ansehen sollte.“

„Louise Hires a Contract Killer brilliert mit einem bezugsreichen Humor – Lumière, Kubrick oder wieder Kaurismäki –, obwohl die offene (Selbst-)Referenzialität manchmal etwas hölzern daherkommt. Mit einigen Gags und Zitaten scheint der Film Grenzverletzung nur zum Selbstzweck zu betreiben, denn nicht alle Querverweise sind so doppelbödig wie die Szene, in der Produzent Mathieu Kassovitz einen Gastauftritt als verständnisvoller Biohof- und Landhotelbesitzer absolviert und damit auch sein eigenes Image persifliert. Und gerade diese Momente machen besonders viel Spaß.“

„Bizarre Mischung aus tristem Gesellschaftsdrama und Anarcho-Komödie, die wegen dramaturgischer und handwerklicher Unzulänglichkeiten in Langeweile erstarrt. Einzig die Darsteller sorgen mit ihrem überzeugenden Hang zum Fatalismus für nachhaltig amüsante Momente.“

„Sehr, sehr böse, schwarze Komödie, radikal, kompromisslos, anarchisch bis zuletzt. Nach dem Abspann sitzen bleiben!“

## Titel
Der Originaltitel erinnert nicht ohne Hintergedanken an die im 19. Jahrhundert aktive französische Revolutionärin und Sozialreformerin Louise Michel, welcher der Film auch gewidmet ist. Der deutsche Titel lehnt sich an den Film „I hired a Contract Killer“ des Finnen Aki Kaurismäki an. Das ist bei dem nicht immer politisch korrekten, manchmal schon randständigen, krassen und schwarzen Humor dieses Films durchaus angemessen. Auch die Szenen im Familistère in Guise, einem durch den Fabrikanten und utopischen Sozialisten Jean-Baptiste André Godin in der Mitte des 19. Jahrhunderts erbauten Gebäudekomplex, verweisen auf den sozialreformerischen Hintergrund (im Film die Wohnung von Miros Eltern).

## Auszeichnungen
Spezialpreis der Jury beim Sundance Film Festival 2009.